# Xue Xiaolu
Xue Xiaolu (薛晓路, née le 14 février 1970) est une réalisatrice et scénariste chinoise considérée comme l'une des principales femmes réalisatrices en Chine. 
Ses films ont remporté de nombreux prix en Chine et à l'étranger, comme celui de meilleur scénariste aux Huabiao Awards (pour Ocean Heaven) et de meilleur réalisateur au China Image Film Festival (en) (pour Finding Mr. Right (en)). Elle enseigne également à l'académie de cinéma de Pékin, et est bénévole pour l'ONG Beijing Stars and Rain qui s'occupe des enfants autistes.

## Biographie
En 1989, elle entre à la faculté de littérature de l'académie de cinéma de Pékin avec spécialisation en études cinématographiques. Après avoir obtenu son diplôme en 1993, elle poursuit ses études en écriture de scénario et obtient sa maîtrise en 1996.
Elle rejoint ensuite CCTV-10 (le chaîne de la science et de l'éducation du groupe CCTV) comme productrice. Elle participe également à plusieurs séries télévisées, films et journaux en tant que scénariste. En 2001, elle produit le script de la série télévisée populaire Don't Respond to Strangers - Domestic Violence avec Jiang Wei comme co-scénariste. En 2002, elle rejoint la production du film L'Enfant au violon, de Chen Kaige. Ils créent ensemble la narration de ce film qui est nommé au prix du meilleur film aux Coqs d'or.
En 2010, Xue fait ses débuts au cinéma avec Ocean Heaven qui raconte l’histoire d'un père (Jet Li) et de son fils autiste. Le film traite du sujet rarement abordé d'un groupe défavorisé, attirant ainsi une attention significative de différents secteurs de la société chinoise.
Trois ans plus tard, Xue écrit et réalise son deuxième film Finding Mr. Right (en), une comédie romantique avec Wu Xiubo (en) et Tang Wei. Le film raconte une histoire d'amour se déroulant à Seattle entre un chauffeur de taxi immigré chinois et une femme enceinte récemment installée dans une maternité illégale. Bien que ce soit une comédie romantique, elle traite des problèmes plus graves d'enfants nés d'étrangers et de la société moderne. À sa sortie, le film reçoit des critiques positives, il est même traduit en arabe : et récolte 85 millions $US de recettes en Chine. En raison de ce succès, Xu devient immédiatement l'une des réalisatrices les plus réputées en Chine.
En 2016, la suite Finding Mr. Right 2 (en) sort, avec les mêmes acteurs mais une histoire d'amour différente. Cette suite bat le record de recettes du premier jour pour une comédie romantique en Chine avec 15 millions $US et atteint un total de 113 millions $US. Le succès de ce troisième film permet à Xue de devenir la réalisatrice la plus rentable de 2016.
En 2017, Xue est invitée à participer à la conférence LACFF (Los Angeles Chinese Film Festival),.

## Filmographie
| Année | Titre                                             | Titre chinois            | Rôle                         |
| ----- | ------------------------------------------------- | ------------------------ | ---------------------------- |
| 1995  | He Ai Yi Qi Zhang Da                              | 和爱一起长大             | Scénariste                   |
| 2001  | Don't Respond To Strangers-Domestic Violence (TV) | 不要和陌生人说话         | Scénariste                   |
| 2002  | L'Enfant au violon                                | 和你在一起               | Scénariste (avec Chen Kaige) |
| 2003  | Duo Zi                                            | 夺子                     | Scénariste                   |
| 2003  | Tian Tang Niao (TV)                               | 天堂鸟                   | Scénariste                   |
| 2005  | Autumnal rain                                     | 秋雨                     | Scénariste                   |
| 2010  | Ocean Heaven                                      | 海洋天堂                 | Réalisatrice/Scénariste      |
| 2013  | Finding Mr. Right                                 | 北京遇上西雅图           | Réalisatrice/Scénariste      |
| 2015  | Keep the Marriage as Jade                         | 守婚如玉                 | Scénariste                   |
| 2016  | Finding Mr. Right 2                               | 北京遇上西雅图：不二情书 | Réalisatrice/Scénariste      |
| 2019  | My People, My Country                             | 我和我的祖国             | Coréalisatrice/Coscénariste  |